# Verbascum horakii
Verbascum horakii är en flenörtsväxtart som beskrevs av Johann Christoph Röhling. Verbascum horakii ingår i släktet kungsljus, och familjen flenörtsväxter. Inga underarter finns listade i Catalogue of Life.